# Angélique Ranc
Pour les articles homonymes, voir Ranc.
Angélique Ranc, née le 16 mars 1988 à Troyes (Aube), est une femme politique française.
Membre du Rassemblement national, elle est élue députée dans la 3e circonscription de l'Aube lors élections législatives de 2022, puis réélue au second tour des élections législatives anticipées de 2024.
Elle est également conseillère régionale du Grand Est depuis 2016, réélue en 2021.

## Biographie
Elle naît le 16 mars 1988 à Troyes.
Cette ancienne conseillère clientèle bancaire, mère au foyer de trois enfants, déclare s'intéresser à la politique à partir des années 2010 grâce à son mari adhérent et militant du Front national.
Le 13 décembre 2015, elle est élue conseillère régionale en Alsace-Champagne-Ardenne-Lorraine puis réélue le 27 juin 2021.[réf. souhaitée]
Candidate en 2017 dans l'Aube, elle est éliminée au premier tour avec 21,30 % des voix.[réf. souhaitée]
Le 19 juin 2022, avec 51,65 % des voix lors du second tour des élections législatives de 2022, elle est élue députée de l'Aube. Elle siège au sein du groupe RN et est membre de la commission des Affaires culturelles et de l'Éducation de l'Assemblée nationale.[réf. souhaitée]
En 2024 elle est réélue députée troisième circonscription de l'Aube.